# Черниговский речной порт
Черниговский речной порт (укр. Чернігівський річковий порт) — недействующий речной порт Черниговской области Украины, расположенный на правом берегу реки Десна в городе Чернигове.

## История
Транспортные операции Черниговской пристани известны с конца XVIII века. В 1933 году были построены судоремонтные мастерские. После Великой Отечественной войны часть Повальной улицы отошла под судоремонтные мастерские. В 1956 году местерские были реорганизованы в ремонтно-эксплуатационную базу флота. В 1960 году в результате объединения Черниговской пристани и ремонтно-эксплуатационной базы флота возник Черниговский речной порт. Был подчинён Главному управлению речного флота при Совете Министров УССР. Была введена в эксплуатацию 1-я очередь нового порта (возле села Жавинка) с ж/д веткой для грузоперевозок (станция Жавинская-Затока), впервые в УССР введён серийный выпуск плавучих станций биологической очистки подсланцевых вод. Действовала стапель с механическими тележками и мощным передвижным краном. Велось строительство самоходных плавучих мастерских, выпускались электрокалориферы. В связи со строительством в 1983 году нового речного вокзала часть застройки Подвальной улицы была ликвидирована. Речной порт осуществлял пассажирские и грузовые перевозки.
Речной порт и речной вокзал с причалом были расположены на берегу залива реки Десна — по адресу Подвальная улица, дом № 23. Другой участок (судоремонтный, грузовой) порта расположен на берегу другого залива (Жавинского) реки Десна (ниже по течению) — в селе Жавинка (Дачная улица), непосредственно у административной границы Черниговского района с Черниговским горсоветом.

## Описание
В 1993 году было зарегистрировано частное акционерное общество «Черниговский речной порт». Деятельность: пассажирский речной транспорт, строительство судов и плавучих конструкций, грузовой речной транспорт, транспортная обработка грузов. В 2018 году прекратил свою деятельность в связи с реорганизацией.
В 1995 году Черниговский речной порт попал в «Перечень объектов, которые подлежат обязательной приватизации в 1995 году» (Перелік об'єктів, що підлягають обов’язковій приватизації у 1995 р.), согласно постановлению Кабинета Министров Украины от 15 мая 1995 года № 343.
75 % компании владело государство, 25 % — частное акционерное общество судоходная компания Укрречфлот. Исходя из убыточного 2004 финансового года, часть акций ОАО Черниговский речной порт (25 %) была приобретена судоходной компанией Укрречфлот и его доля составила 84,7478 % акций порта.
В 1991 г. грузооборот порта составлял 5 160 тыс. тонн, в 1998 г. — 37 тыс. тонн, в 2006 г. — 784 тыс. тонн. Сотрудники порта занимаются транспортированием строительных материалов (песок, щебень, галька) как на Десне, так и на Днепре и на Дунае. Помимо грузовых перевозок порт осуществляет также и пассажирские перевозки. Черниговский речной порт по совместительству выполняет судоремонтные работы собственного флота..

## История городского речного транспорта
Исторически водный транспорт являлся основным до 1950-х годов, когда основной объём грузовых и пассажирских перевозок стал перемещаться на железнодорожный (заявил о себе с 30-х годов, а в 1947 году сооружён новый мост через Десну), а затем, после сооружения нового автомобильного моста в 1956 году, и автомобильный транспорт. Грузовые перевозки осуществлялись баржами и буксирами, а пассажирские пароходами, позже и теплоходами. До сооружения пешеходного моста через Десну существовала теплоходная переправа на левый берег. Кроме того, осуществлял прогулочные рейсы теплоход «Шайтер». На смену ему пришёл речной трамвайчик «Казбек» (осуществляет прогулочные рейсы по выходным дням до сих пор).
С 1951 года курсировали пассажирские теплоходы «Чернигов-Киев». С середины 1970-х по маршруту «Чернигов-Киев-Чернигов» курсировали суда на подводных крыльях «Ракета». Позже на пригородных маршрутах появились теплоходы «Заря». Они не нуждались в оборудованных причалах, но по качеству и скорости уступали «Ракетам». Распад СССР уничтожил пассажирские перевозки по реке, а теплоходы ржавеют в порту и в городском парке. Одна «Заря» переоборудована в ресторанчик на сваях в месте впадения Стрижня в Десну и видна с Красного моста.